# Mansoor Hekmat

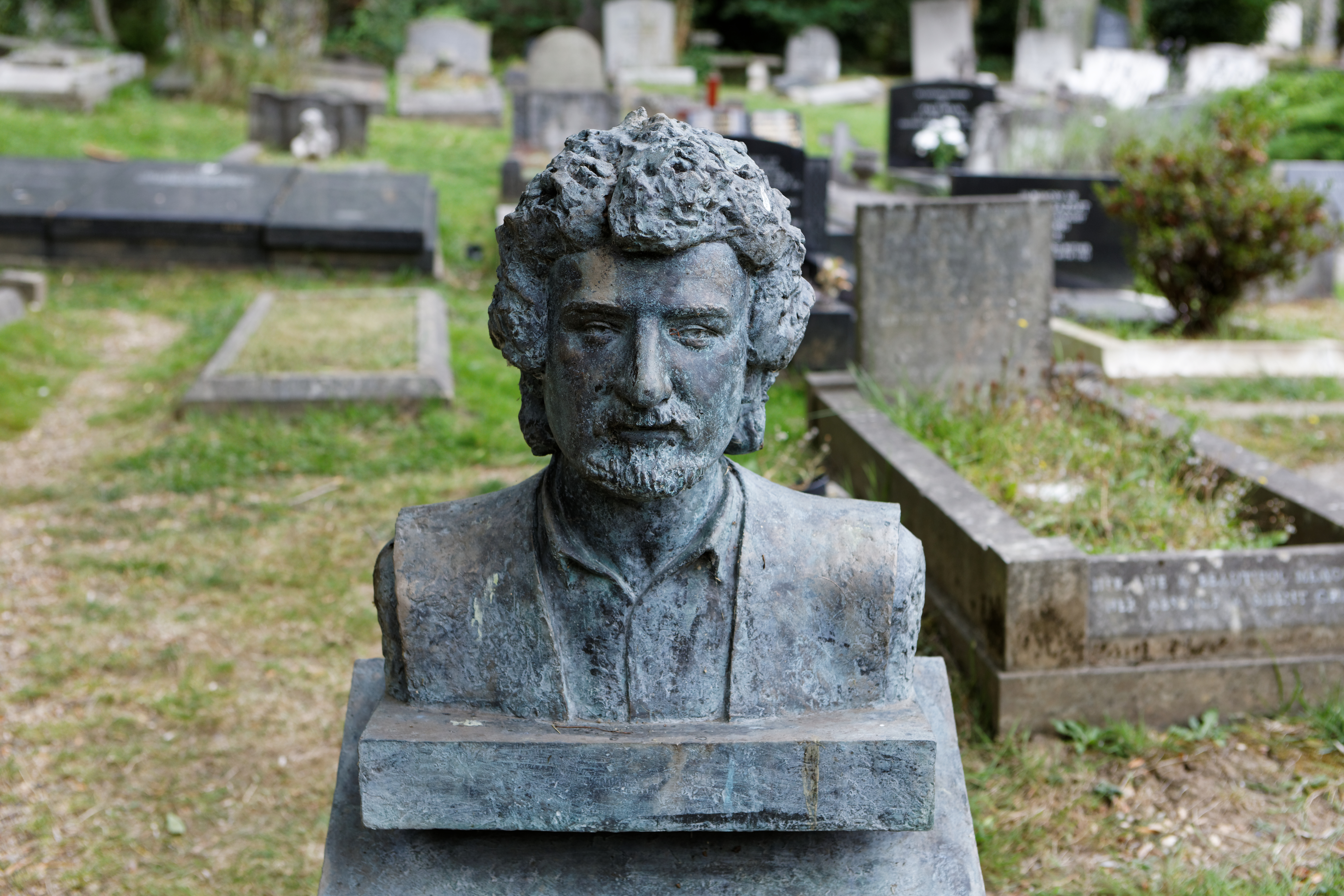
Büste Hektams auf seinem Grab

Mansoor Hekmat (ursprünglicher Name Zhoobin Razani; * 1951 in Teheran; † 4. Juli 2002 in London) war ein iranischer Marxist und Führer der kommunistischen Arbeiterbewegung in Iran. Er ist Gründer der Arbeiterkommunistischen Partei Irans (WPI), die sich gegen die Islamische Republik wendet.

## Leben
Mansoor Hekmat studierte an der Universität von Schiraz Wirtschaftswissenschaften und  setzte sein Studium ab 1973 in London fort. Zu dieser Zeit begann Hekmat das Marxsche Kapital und andere politische Werke zu lesen. Er gründete die Union kommunistischer Kämpfer und nahm später an der Islamischen Revolution von 1979 teil, auf deren Höhepunkt ein Arbeiter- und Soldatenrat (schoras) gegründet wurde. Anders als der größte Teil der iranischen Linken lehnte er aber die Treue zum Islamismus und dem Obersten Rechtsgelehrten Ruhollah Chomeini ab. Er sprach vom „Mythos einer progressiven nationalen Bourgeoisie.“
Seine Ansichten zwangen ihn 1981 in die iranische Provinz Kurdistan zu flüchten. Seine Union marxistischer Kämpfer schloss sich mit der kurdischen Gruppe Komalah zusammen, die maoistische Wurzeln hatte. Zusammen bildeten sie die Kommunistische Partei des Iran (KPI). Hekmat verließ die CPI und gründete 1991 die Arbeiterkommunistische Partei des Iran (WPI). Auch beim Aufbau einer ähnlichen Organisation im Nachbarland Irak, der Arbeiterkommunistischen Partei Iraks, war er behilflich. 
Er starb 2002 in seiner Londoner Zuflucht an Krebs.

## Ansichten
Hekmat setzte sich für die „Rückkehr zu Marx“ ein und sah die Arbeiterklasse als auf sich allein gestellt an, weil sie die einzige Klasse sei, die größere Veränderungen im 20. Jahrhundert erwirkt habe. Der Sowjetunion oder der Volksrepublik China sprach er ab sozialistische Staaten zu sein und verortete sie als national-bourgeoise Systeme, die Mehrwert und Lohnsklaverei nicht abschafften und die Produktionsmittel nicht vergesellschafteten.
Teilweise waren seine Ansichten durch den Rätekommunismus geprägt; er legte Wert auf Propaganda und innere Organisation mit der Begründung, dass „Kommunismus am Rande der Gesellschaft überhaupt kein Kommunismus ist“. Hekmat suchte die revolutionären Bestrebungen mit Kämpfen wie den für Frauenrechte zu verknüpfen. Berührt vom Völkermord in Ruanda und den Jugoslawienkriegen galt er als Vertreter humanistischer Visionen.